# Aïssata Tall Sall
Aïssata Tall Sall, née le 12 décembre 1957 à Podor est une femme politique, avocate, membre du bureau politique du Parti socialiste, ministre sous la présidence d'Abdou Diouf, députée et maire de Podor de 2009 à 2022. Elle a été ministre des Affaires étrangères et des Sénégalais de l’extérieur entre 2020 et 2023 puis ministre de la Justice entre 2023 et 2024, sous la présidence de Macky Sall.

## Biographie

### Formation
Née à Podor en 1957, Aissata Tall étudie à la faculté des sciences juridiques de l'université Cheikh-Anta-Diop de Dakar, où elle est diplômée en droit privé. En 1986, après différents stages, elle s'installe pour son propre compte.

## Carrière politique
Du 4 juillet 1998 au 4 avril 2000, Abdou Diouf la nomme ministre de la Communication, porte-parole du dernier gouvernement socialiste du Premier ministre Mamadou Lamine Loum. De 2000 à 2012, elle plaide dans quelques-uns des principaux procès politiques au Sénégal. Elle joue son propre rôle d'avocate dans le film Bamako du franco-américano-malien Abderrahmane Sissako, sorti en 2006.
En mars 2009, elle mène campagne lors des élections municipales sous la bannière de Benno Siggil Sénégal et gagne, avec son équipe, la mairie de Podor. Elle est réélue aux élections municipales de juin 2014, au cours desquelles elle bat l'homme d'affaires Mamadou Racine Sy, investi par le parti au pouvoir, l'APR, du président Macky Sall. Elle est maire de Podor de 2009 à 2022.
Aux élections législatives de juillet 2012, elle est élue sur la liste départementale de Benno Bok Yaakar et siège à l'Assemblée nationale.
Le 20 mai 2017, elle crée le mouvement « Osez l'Avenir », qui participe aux élections législatives de juillet 2017. Elle devient députée de ce mouvement, dont elle est la présidente.
Le 1er novembre 2020, elle est nommée ministre des Affaires étrangères et des Sénégalais de l'extérieur, devenant ainsi la première femme à occuper ce poste,. Le 11 octobre 2023, elle devient ministre de la Justice.
En décembre 2024, Aïssata Tall Sall est nommée chef de l'opposition, pour présider le groupe parlementaire Takku Wallu Sénégal, qui a décroché 16 députés à l'Assemblée nationale.